# Boeing T50
Le Boeing T50 (désignation de la compagnie Model 502) est un petit turbomoteur produit par Boeing. Sur la base du générateur de gaz antérieur de Boeing Modèle 500, l'application principale de la T50 est dans le QH-50 DASH drone hélicoptère des années 1950.

## Variantes

### T50
T50BO-6
T50BO-8
T50BO-10
T50BO-12

## Applications
T50 (Model 502)
- Gyrodyne QH-50 DASH
- Kaman K-225 (en)
- Kaman HTK-1
- Kaman K-1125 (en)
- XL-19B Bird Dog
- Radioplane RP-77D (en)

GT502
- Char d'assaut Stridsvagn 103